# 이선 알바노
이선 알바노(Ethan Alvano, 본명: 이선 헤레라 알바노, Ethan Herrera Alvano, 1996년 7월 28일 ~ )는 필리핀계 미국인 프로 농구 선수로, 한국 농구 연맹(KBL)의 원주 DB 프로미에서 뛰고 있다. 이스턴 미시간 이글스와 CSU 샌마르코스 쿠거스에서 대학 농구를 했다. 키가 1.82m(6피트 0인치)인 그는 이후 필리핀, 독일에서 활약했고 지금은 한국에서 활약한다.

## 전문 경력

### 원주DB프로미

#### 2022-23 시즌
2022년 7월 6일, 알바노는 한국농구연맹(KBL)의 원주 DB 프로미와 계약했다. KBL에서 뛰기 전에는 드류 리그에서 뛰게 되었고, 르브론 제임스와도 경기를 펼쳤다. KBL 첫 경기에서 18득점 10어시스트를 기록했지만 원주를 첫 승리로 이끌지는 못했다. 다음 경기에서 패한 뒤 마침내 수원 KT 소닉붐을 상대로 11득점, 6어시스트, 5보드, 1도루를 기록하며 원주를 첫 승리로 이끌 수 있었다. 전주 KCC를 상대로 그는 필드에서 10점 만점에 19점 만점에 26득점을 기록하며 원주를 4위로 끌어올렸다.
다음 경기에서는 원주가 22득점에도 불구하고 안양 KGC에게 패했다. 전주 KCC를 상대로 14득점, 4리바운드, 4어시스트, 4도루로 만능 활약을 펼쳤지만 원주는 여전히 패했다. 이번에는 안양과의 재경기에서 필리핀 동료 렌츠 아반도를 상대로 12득점, 7리바운드, 5어시스트를 기록했지만 아반도는 20득점, 3리바운드, 6블록을 기록하며 팀을 승리로 이끌었다.
원주는 서울 삼성 썬더스를 상대로 14득점, 8리바운드, 8어시스트, 2도루, 1블록을 기록하며 연패 행진을 이어갈 때까지 연패를 이어갔다. 대구 KOGAS 페가수스를 상대로 21득점, 8어시스트, 4보드, 2도루를 기록했지만 원주는 또 패했다. 그런 다음 그들은 RJ 아바리엔토스가 이끄는 울산 현대모비스 피버스에게 패하면서 8-13으로 떨어졌다. 이어 데완 에르난데스의 20득점에 더해 19득점, 4리바운드, 3어시스트, 2스틸로 원주를 또 한 번의 승리로 이끌 수 있었다.
다음 경기에서도 원주는 안양에 패해 9위로 떨어졌다. 그 후 원주에게 계속해서 패배가 쌓이면서 그는 독감으로 인해 여러 경기에 결장했다. 울산전에서 승리하며 복귀했다. 서울을 꺾고 8위로 복귀했다. 원주는 전주를 상대로 시즌 4연승을 거두며 15득점 4도루로 팀을 이끌었다. 창원 LG 세이커스를 상대로 19득점에도 불구하고 연승 행진이 끝났다.
이후 원주는 7경기 연속 패전 행진을 이어갔다. 그래도 원주는 트리플 4개, 어시스트 6개, 리바운드 5개, 도루 3개로 20득점을 올린 수원 KT를 상대로 승리를 거두며 7위에 올랐다. 그러나 그의 팀은 플레이오프 진출에 실패하여 순위 7위를 기록했고 상위 6팀만이 플레이오프 진출 자격을 얻었다.

#### 2023-24 시즌
고양 소노 스카이거너스를 상대로 알바노는 통산 최다인 33득점(경기를 연장전으로 보낸 점퍼 포함)을 기록했고, 통산 최다인 12개의 어시스트(승자를 위한 어시스트 포함)도 기록했다. 그는 한 경기도 결장하지 않으면서 평균 15.9득점, 3.0리바운드, 리그 선두 6.6어시스트, 1.5스틸을 기록하며 KBL MVP 상을 수상했다. 이번 우승으로 그는 MVP를 수상한 최초의 필리핀 아시아 쿼터 선수가 되었으며, 지난 시즌 RJ 아바리엔토스가 올해의 신인상을 수상한 이후 두 번째로 연례 상을 수상했다. 그는 또한 그 시즌 KBL 베스트 5에도 올랐다. 준결승에서 최종 우승팀인 부산 KCC에게 패했지만, 그는 다음 시즌을 위해 팀과 재계약했다.